# 張克讓 (1947年)
張克讓（1947年—），中国京劇演員，工生行，馬連良弟子。

## 生平
1960年考進北京京劇團（現在的北京京劇院）學員班，先跟馬先生弟子遲金聲學，后被馬先生收為徒弟。
馬先生有《清官冊》教學錄音傳世，他和安雲武是裡面的學生。
他在吳祖光編劇的《三打陶三春》裡飾趙匡胤，拍成了彩色京劇電影。